# IEEE 802.1
IEEE 802.1 är en arbetsgrupp inom IEEE 802 som arbetar med nätverksarkitektur.
Bland annat:
- LAN-/MAN-arkitektur.
- Internetworking mellan IEEE 802 LANs, MANs och andra WANs,
- länksäkerhet
- nätverkshantering
- protokollen ovan Media Access Control & Logical Link Control.

## IEEE 802.1 Standards
| Standard | År                         | Beskrivning                                                                |
| -------- | -------------------------- | -------------------------------------------------------------------------- |
| 802.1b   |                            | LAN/MAN administration                                                     |
| 802.1d   | 1998, 2004                 | MAC-bryggor.                                                               |
| 802.1e   |                            | Belastningsprotokoll.                                                      |
| 802.1f   | 1993                       | Gemensam definition och rutiner för IEEE 802-hantering och -information.   |
| 802.1g   | 1998                       | MAC-bryggning över avstånd.                                                |
| 802.1h   | 1997                       | Ethernet MAC-bryggning.                                                    |
| 802.1p   | införlivad i 802.1d-2004   | Trafikklassning och dynamisk multicast-filtrering.                         |
| 802.1q   | 1998, 2003, 2005 2011 2014 | VLAN - Virtuella LAN                                                       |
| 802.1r   | återkallad                 | GARP Proprietary Attribute Registration Protocol (GPRP)                    |
| 802.1s   | införlivad i 802.1q-2003   | Multiple Spanning Trees, för att förhindra nätverksloopar i switchade nät. |
| 802.1v   | införlivad i 802.1q-2003   | VLAN-klassificering per protokoll och port.                                |
| 802.1w   | införlivad i 802.1d-2004   | Snabb automatisk omkonfigurering av Spanning Tree                          |
| 802.1x   | 2001                       | Portbaserad kontroll av nätverksåtkomst (Portbased Network Access Control) |
| 802.1ab  | 2005                       | Station and Media Access Control Connectivity Discovery                    |
| 802.1ad  | under arbete               | ISP-bryggor                                                                |
| 802.1ae  | under arbete               | MAC-säkerhet                                                               |
| 802.1af  | under arbete               | KeySec - nyckelsäkerhet                                                    |
| 802.1ag  | under arbete               | Connectivity Fault Management - hanteringa av kommunikationsfel.           |
| 802.1ah  | under arbete               | Provider Backbone Bridges - hantering av routrar i stamnät.                |
| 802.1aj  | under arbete               | Two Port MAC Relay (TPMR) - vidareförmedling av länklagret.                |
| 802.1ak  | under arbete               | Multiple Registration Protocol (MRP)                                       |
| 802.1ap  | under arbete               | MIB:s - övervakningsparametrar                                             |
| 802.1aq  | 2012                       | Shortest Path Bridging (SPB)                                               |
| 802.1ar  | in progress                | Secure Device Identity (DevID)                                             |
| 802.1as  | under arbete               | Timing and Synchronization                                                 |
| 802.1qat | under arbete               | Stream Reservation Protocol (SRP)                                          |
| 802.1au  | under arbete               | Congestion Management                                                      |
| 802.1qav | under arbete               | Forwarding and Queuing Enhancements for Time-sensitive Streams             |
| 802.1qaw | under arbete               | Management of Data-Driven and Data-Dependent Connectivity Faults           |